# 264P/Larsen
264P/Larsen, komet Jupiterove obitelji